# Norops isthmicus
Norops isthmicus är en ödleart som beskrevs av  Fitch 1979. Norops isthmicus ingår i släktet Norops och familjen Polychrotidae. IUCN kategoriserar arten globalt som otillräckligt studerad. Inga underarter finns listade i Catalogue of Life.